# 张传茂
张传茂（1958—），男，中国细胞生物学家，北京大学生命科学学院教授，研究方向为干细胞增殖与分化等。曾取得国家自然科学奖二等奖等奖项，担任《生物化学杂志》等杂志编委，中国教育部第六批"长江学者"特聘教授。

## 生平
1986年取得南京农业大学组织学与胚胎学专业硕士学位，1993年取得北京大学细胞生物学专业博士学位；
1995年至2002年间，曾经在丹迪大学、曼彻斯特大学工作，1993年至今，在北京大学生命科学学院任教。

## 社会兼职
担任中国细胞生物学学会常务理事、中国生物物理学会常务理事等职。